# 皇家交易广场

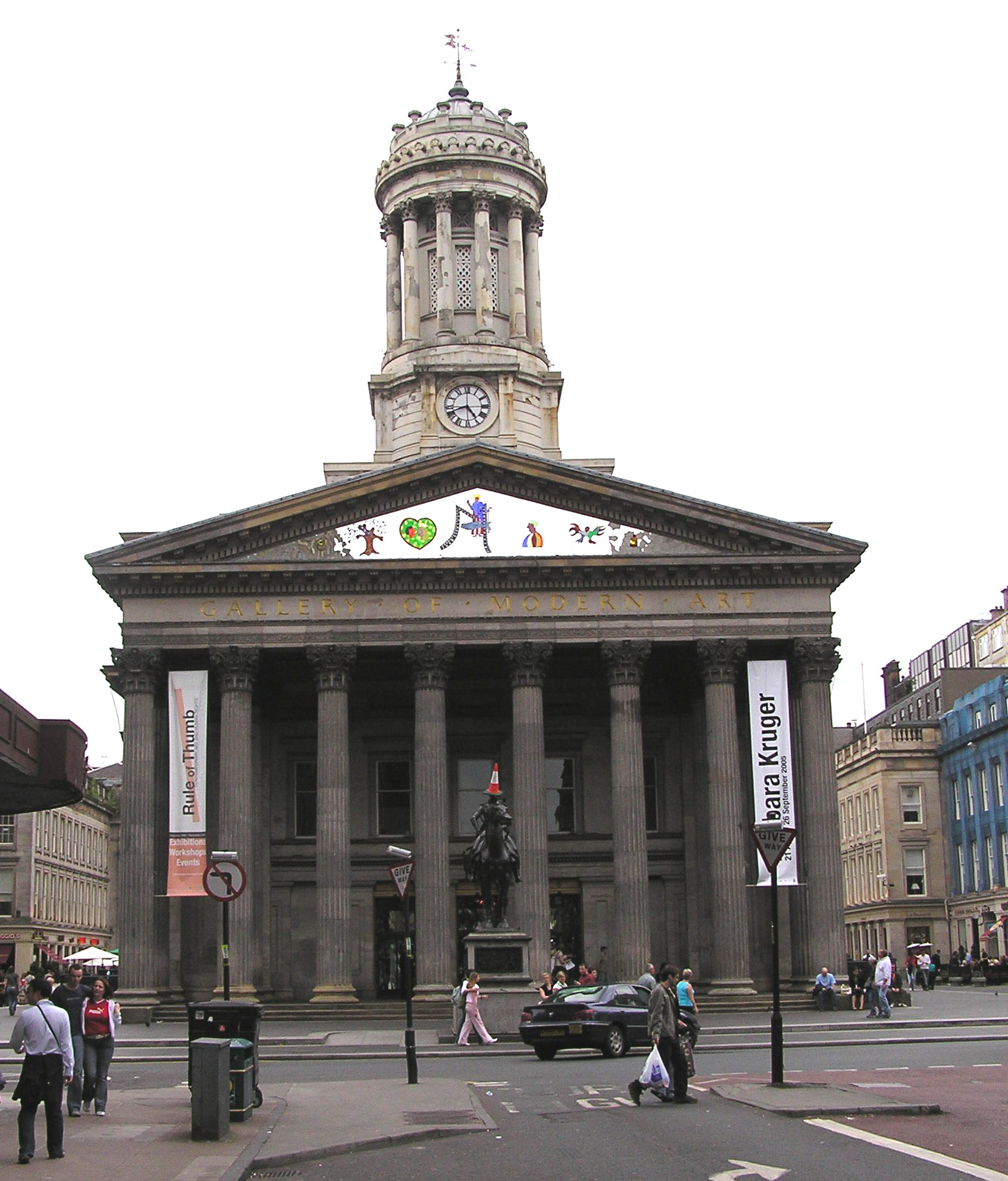

皇家交易广场（Royal Exchange Square）是苏格兰格拉斯哥市的一个公共广场。广场位于皇后街与英格拉姆街的交界处，通过广场西侧的两个拱门可以容易到达布坎南街。广场是一个吸引许多游客的地标，其中央建筑设有格拉斯哥现代艺术美术馆（GoMA），还有幽默的威灵顿公爵雕像。
沿广场的两边有很多露天咖啡馆和餐馆。在冬季，会布置圣诞装饰。
在皇后街入口有一尊威灵顿公爵雕像，常有一个交通锥放在他的头上。这本来是一个年轻人的笑话，但现在公众倾向于保留这个交通锥，受到许多市民和游客的青睐。这个雕像已成为格拉斯哥式幽默的代表。
55°51′37″N 4°15′09″W / 55.8602°N 4.2526°W